# ظلال بيضاء في البحار الجنوبية (فلم)
ظلال بيضاء في البحار الجنوبية  (بالإنجليزية: White Shadows in the South Seas) هو فيلم صامت تم إنتاجه في الولايات المتحدة وصدر في سنة 1928.

## ترشيحات وجوائز
| السنة | الحدث  | الفئة              | النتيجة  |
| ----- | ------ | ------------------ | -------- |
|       | أوسكار | أفضل تصوير سينمائي | فـــــوز |

## وصلات خارجية
- مقالات تستعمل روابط فنية بلا صلة مع ويكي بيانات

1. ↑  "معلومات عن ظلال بيضاء في البحار الجنوبية (فيلم) على موقع ssl.ofdb.de". ssl.ofdb.de. مؤرشف من الأصل في 2020-08-02.
2. ↑  "معلومات عن ظلال بيضاء في البحار الجنوبية (فيلم) على موقع kinopoisk.ru". kinopoisk.ru. مؤرشف من الأصل في 2016-08-11.
3. ↑  "معلومات عن ظلال بيضاء في البحار الجنوبية (فيلم) على موقع allmovie.com". allmovie.com. مؤرشف من الأصل في 2019-10-20.